# Jan Porcellis
Jan Porcellis (Gante, 1584-Zoeterwoude, 1632) fue un pintor flamenco especializado en marinas, padre del también pintor Julius Porcellis (1609-1645). Uno de los temas principales de sus obras consiste en la representación de una pequeña embarcación navegando próxima a la costa, sobre un mar agitado. Gozó en vida de gran estimación, hasta el punto de que algunos pintores famosos de su época, como Rembrandt y Jan van de Cappelle coleccionaban sus obras.